# Kampfschwimmer

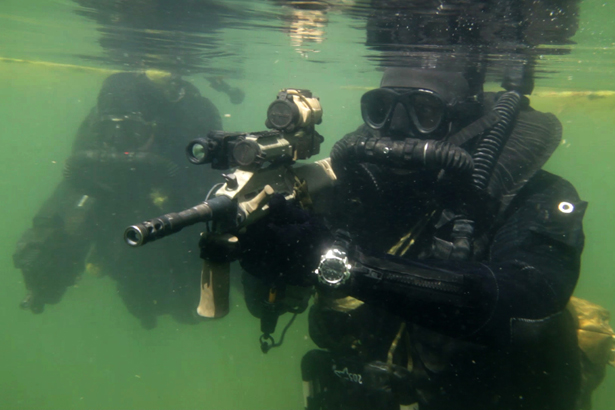
Kampfschwimmer des österreichischen Bundesheeres

Als Kampfschwimmer (veraltet Froschmann, im Zweiten Weltkrieg Meereskämpfer) bezeichnet man besonders für den Kampf im und unter Wasser ausgebildete Marinesoldaten, die heute zu den Spezialkräften gerechnet werden. Kampfschwimmer, deren Einsatzgebiet das Meer ist, stehen in Abgrenzung zu amphibischen Spezialeinsatzkräften wie denen des KSK oder zu Pioniertauchern, die keinen Kampfauftrag haben.

## Kampfschwimmer in verschiedenen Ländern

### Deutschland

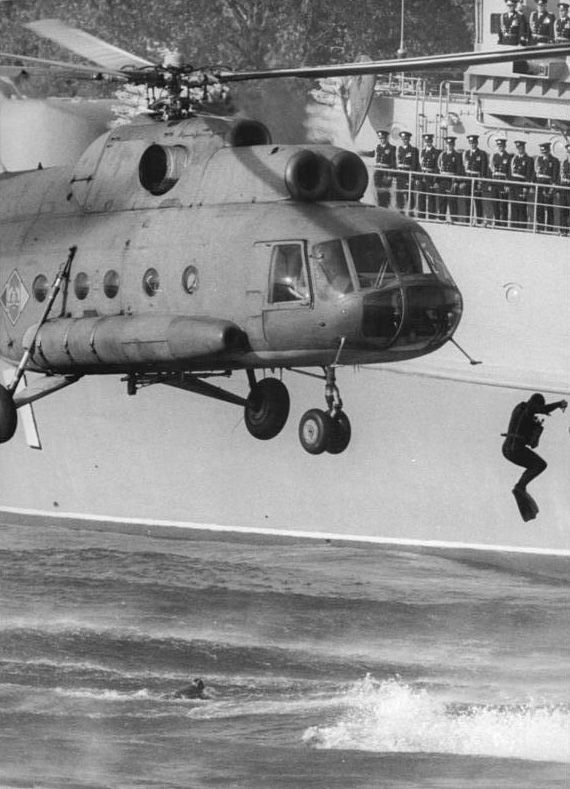
Soldat des Kampfschwimmerkommandos 18 (KSK-18) der DDR bei einem Sprung aus Hubschrauber Mil Mi-8 des Marinehubschraubergeschwader 18 (MHG-18)

Erste deutsche Kampfschwimmereinheiten wurden bereits während des Ersten Weltkrieges im Heer des deutschen Kaiserreichs aufgestellt. Ihre Hauptaufgabe war, feindliche Schiffe mit Haftminen und Sprengladungen zu versenken. So brachten beispielsweise am 17. August 1915 drei Kampfschwimmer der 2. Reserve-Kompanie des Pommerschen Pionierbataillons Nr. 2 auf der Memel bei Kaunas nachts am Schiffsrumpf eines russischen Wachschiffs mehrere Sprengladungen an und versenkten es.
Hans Hass entwickelte 1941 gemeinsam mit dem Drägerwerk durch einige Umbauten aus einem serienmäßigen Tauchretter ein Schwimmtauchgerät. In Verbindung mit Schwimmflossen wurde so eine dreidimensionale Fortbewegungsweise möglich und begründete das Schwimmtauchen. Die Kriegsmarine hat im Zweiten Weltkrieg erst spät eigene Kampfschwimmereinheiten aufgestellt. Sie waren Teil des ab 1944 entstehenden Kommando der Kleinkampfverbände der Kriegsmarine (K-Verband) unter Konteradmiral Hellmuth Heye, der ähnlich den britischen Commandos einen speziellen Verband für amphibische Kommandooperationen bilden sollte. Heye konnte auf Einheiten des militärischen Geheimdienstes zurückgreifen, die er in den K-Verband integrierte. An der Bildung einer deutschen Kampfschwimmereinheit war maßgeblich Alfred von Wurzian beteiligt. Die SS-Jagdverbände zu Friedenthal unter dem Kommando von Otto Skorzeny, war eine Spezialeinheit im Dritten Reich, mit ebenfalls einer Kompanie Kampfschwimmer (Jagdkommando-Ost), die in Wien, Theresienstadt ihre Basis hatten.
Auf den Erfahrungen der Kriegsmarine aufbauend, stellte auch die Bundesmarine eine Kampfschwimmerkompanie auf. Sie ist seit ihrer Gründung 1958 in Eckernförde stationiert und kann als älteste Spezialeinheit der Bundeswehr gelten. Die ersten Soldaten wurden von Januar bis Juli 1959 bei den Nageurs de combat in Frankreich geschult. Im August 1959 wurde der erste Kampfschwimmerzug dem Seebataillon in Sengwarden mit Standorten in Eckernförde und Borkum unterstellt. Im Laufe der Zeit hat die Kampfschwimmerkompanie mehrfach ihre Unterstellung gewechselt und gehört derzeit zum Kommando Spezialkräfte der Marine. Über Einsätze macht die Deutsche Marine keine offiziellen Angaben. Die Kampfschwimmer der Marine gelten zusammen mit dem KSK des Heeres als die bestausgebildete Einheit der Bundeswehr.
Die Volksmarine (VM) der DDR hatte das Kampfschwimmerkommando 18 (KSK-18), das in Kühlungsborn stationiert war. Die Einheit unterstand direkt dem Chef der Volksmarine. Die ehemaligen Kampfschwimmer der Volksmarine sind heute in der „Marinekameradschaft der Kampfschwimmer Ost e. V.“ organisiert.

### Dänemark
Die dänische Marine besitzt mit dem Frømandskorpset seit 1970 eine 200 Mann umfassende Kampfschwimmerkompanie.

### Finnland
Die finnische Marine bildet jedes 2. Jahr 10–20 Wehrpflichtige zu Kampfschwimmern aus.

### Frankreich

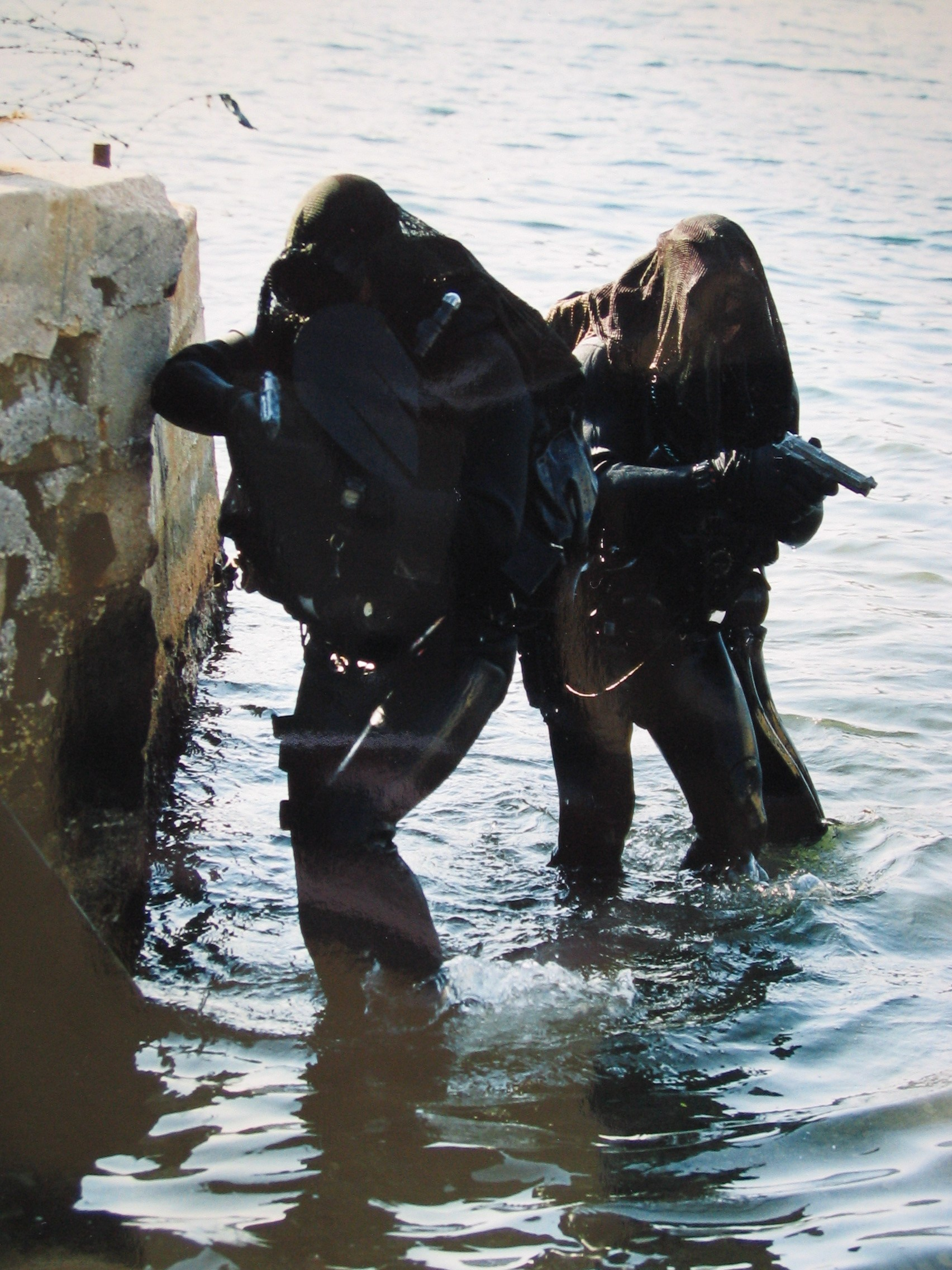
Soldaten des französischen Commando Hubert bei einer Übung

In Frankreich gab es während des Zweiten Weltkriegs verschiedene maritime Spezialeinheiten. Jedoch hat sich im Laufe der Zeit das Commando Hubert für Kampfschwimmereinsätze herausgebildet. So wurde das Kommando 1953 während des Algerienkrieges erstmals offiziell als Kampfschwimmer eingesetzt.

### Großbritannien
Die Kampfschwimmerverbände der britischen Royal Navy tragen den Namen Special Boat Service (SBS). Die Einheit wurde 1940 aufgestellt und operiert seitdem weltweit in den Bereichen Sabotage, Aufklärung, Beobachtung, Unterwasserangriffe, Landeoperationen sowie als maritime Anti-Terror-Einheit. Der SBS gilt als eine der besten und modernsten Spezialeinheiten der Welt und hat seine Basis in Poole (Dorset). Er ist unter anderem mit Hubschraubern, Hovercrafts und Mini-U-Booten ausgestattet.

### Italien
Italien war Vorreiter in der Unterwasserkriegführung mit Kampfschwimmern und Kleinkampfmitteln. Bereits im Ersten Weltkrieg versenkten zwei Kampfschwimmer mit einem modifizierten Torpedo das österreichische Schlachtschiff Viribus Unitis in der Flottenbasis Pola.
Im Zweiten Weltkrieg erzielten italienische Kampfschwimmer der Einheit Decima Flottiglia MAS spektakuläre Erfolge. So beschädigte ein Team die britischen Schlachtschiffe Queen Elizabeth und Valiant im Hafen von Alexandria schwer.
Heute sind die italienischen Kampfschwimmer im Comando Subacquei e Incursori (COMSUBIN) zusammengefasst.

### Kaiserliches Japan
Fukuryū waren japanische Kampfschwimmer, die sich in der Endphase des Pazifikkriegs mit Sprengladungen auf feindlichen Landungsschiffen in die Luft sprengen sollten (ähnlich den Kamikazepiloten), jedoch nicht mehr zum Einsatz kamen. Die Fukuryū wurden nach dem Kriegsende aufgelöst.

### Norwegen
In Norwegen besteht seit 1951 das Marinejegerkommandoen.

### Österreich
Österreich verfügt über Kampfschwimmer als Teil des Jagdkommandos. Die Ausbildung dauert, nach erfolgreich absolviertem Jagdkommando-Kurs, mehrere Jahre.

### Russland/Sowjetunion

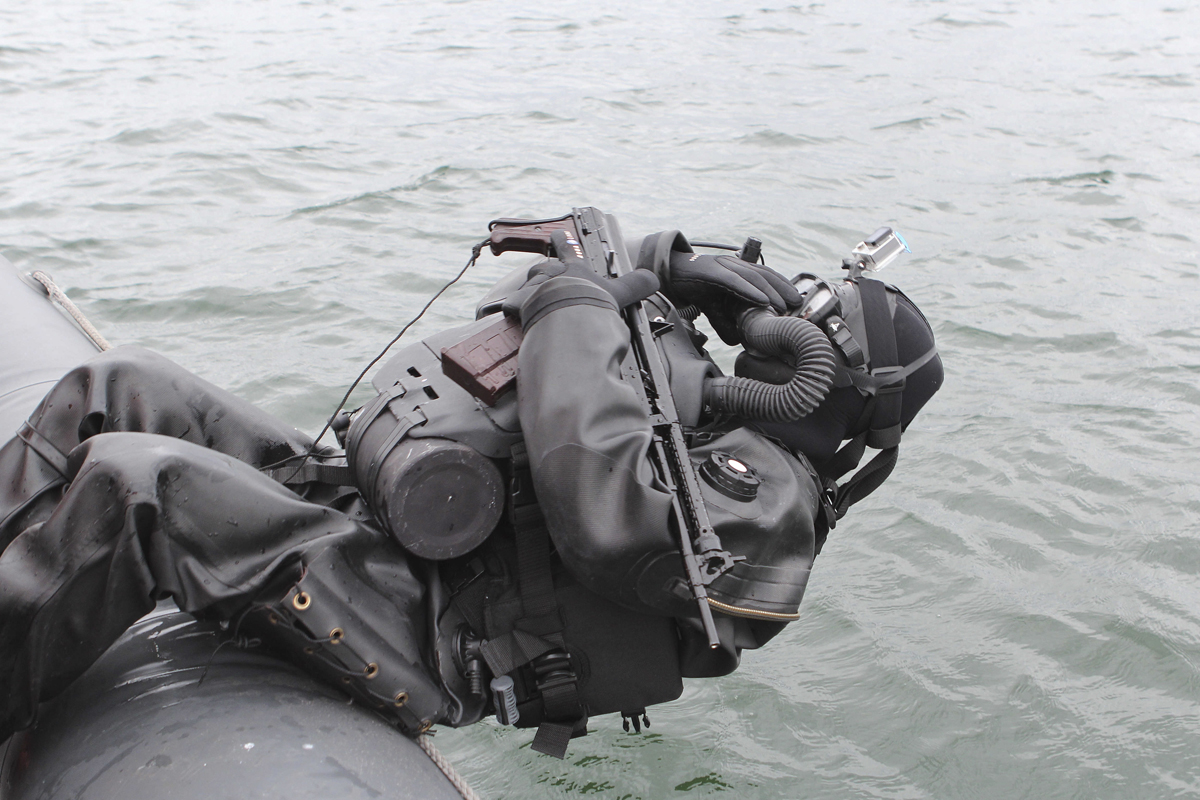
Russischer Kampfschwimmer mit einem Unterwasser-Sturmgewehr APS

In der Sowjetunion wurde 1953 in Sewastopol ein Zentrum für Marinespezialeinheiten gegründet. Heute werden sie unter anderem in Tschetschenien eingesetzt.

### Schweiz
Die Schweizer Armee unterhielt von 1969 bis 1980 sogenannte Tauchschwimmer (franz. Nageurs de combat, übersetzt Kampfschwimmer), die den Genietruppen zugeteilt waren. Die Kampfschwimmer der Schweizer Armee wurden vielseitig ausgebildet für Nahkampf und Sabotage zu Land und zu Wasser. Seit ca. 2008 werden wieder Tauchschwimmer ausgebildet, jedoch nicht als Kampfschwimmer. Die Schweizer Armee verfügt aktuell mit der Spezialeinheit AAD 10 über eine Berufsformation, die nicht nur im Bereich von Luft und Land, sondern auch Wasser einsetzbar und somit über Befähigungen im Wasser verfügt.

### Südafrika
In Südafrika gibt es seit 1957 die Operational Diving Division.

### Vereinigte Staaten

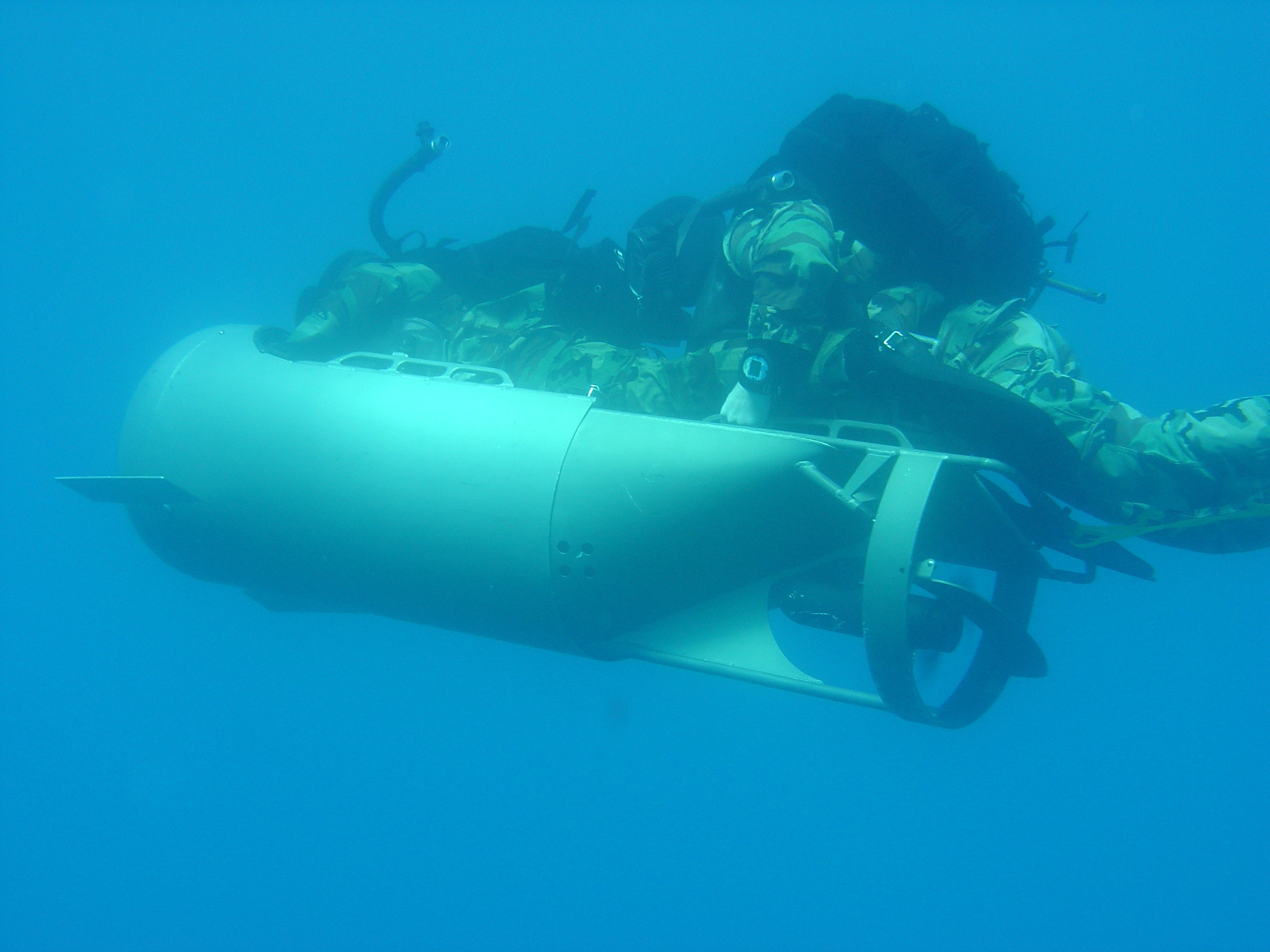
Zwei US-Marines mit einem Tauchscooter

Die United States Navy verfügt seit 1962 mit den US Navy Seals (Sea, Air, Land Teams) über eine ebenso renommierte wie schlagkräftige Kampfschwimmereinheit. Sie besteht aus etwa 8.000 Soldaten, die über acht Teams und Reserveeinheiten verteilt sind. Die Antiterroreinheit SEAL Team Six wird zwar aus den Seal Teams rekrutiert, steht aber unter dem Kommando des United States Joint Special Operations Command.